# ОК Таково
ОК Таково је српски одбојкашки клуб из Горњег Милановца. Клуб је основан 1976. године. У свом саставу има мушку и женску сениорску екипу које се због спонзорских разлога такмиче под различитим именима, мушка екипа под именом ОК Металац-Таково се такмичи у Суперлиги Србије (први ранг), а женска под именом ОК Таково-Звезда хелиос у Првој лиги Србије (други ранг).

## Историја
На иницијату групе спортских радника и уз подршку СОФК-е Горњи Милановац, ОС Краљево и ОС Србије 12. јануара 1976. је основан Одбојкашки клуб Таково. Први председник скупштине клуба је био Живојин Андрејевић, а председник Управног одбора Радослав Богосављевић.
Прву званичну утакмицу је одиграла женска екипа, а противник је био Партизан из Ваљева. До прве победе одбојкашице су дошле у гостима против екипе „Ледине“ резултатом 3:0, док је код мушке екипе то била победа од 3:2 против „Рибнице 2“. Први тренер мушке екипе био је Божо Вујовић, а женске Радољуб Димитријевић.

### Мушка екипа
Највећи успеси мушке сениорске екипе су пласман у шеснаестину финала Купа Србије 1990. године, као и играње у Другој А лиги Србије 2005. године.
Мушка екипа због спонзорства компаније Металац наступа под именом ОК Металац-Таково и такмичи се у Првој лиги Србије, другом рангу такмичења.
Мушка сениорска екипа је у сезони 2014/15. освојила прво место у Другој лиги Запад и тако се пласирала у други ранг такмичења, Прву лигу Србије. Прво место је освојено са 15 остварених победа и само једним поразом од 2:3, а остварени резултат добија на тежини када се зна да су у сениорској екипи наступала три пионира и осам кадета. У истој сезони кадети су остварили до тада највећи успех у историји клуба освојивши треће место на Финалном првенству Србије за кадете у Новом Саду, на којем су учествовале још екипе Војводине, Црвене звезде и Роде. Двојица кадета (Стеван Ћосић и Алекса Поломац) су исте године били у саставу кадетске репрезентације на Европском првенству, док је Андреј Рудић позван у пиониорску репрезентацију Србије.
Екипа Металац Такова је у сезони 2020/21. заузела друго место у Првој лиги Србије са 19 победа и 3 пораза, завршивши сезону само два бода иза првопласираног љишког Спартака, чиме је обезбедила пласман у бараж за пласман у Суперлигу Србије. У баражу је у оба меча резултатом 3:1 савладала екипу Борца из Старчева и тако по први пут у клупској историји остварила пласман у највиши лигашки ранг, Суперлигу Србије.
У првој суперлигашкој сезони клуб је заузео 9. место и тако обезбедио опстанак у Суперлиги. Металац Таково се у својој другој суперлигашкој сезони 2022/23. као осмопласирана екипа по први пут пласирала у разигравање за титулу (плеј-оф), али је у четвртфиналу са 2:0 поражена од Војводине.

### Женска екипа
Највећи успеси женске сениорске екипе су играње у Другој савезној лиги Југославије у сезони 1986/87., четвртфинале Купа Србије 1987. године и учешће у Првој лиги Србије у сезонама 2007/08. и 2008/09.
Женска екипа због спонзорства компаније Звезда-Хелиос наступа под именом ОК Таково-Звезда хелиос. Клуб је у сезони 2008/09. као последњепласирани испао из Прве лиге Србије, а затим се наредне три сезоне такмичио у трећем рангу такмичења, Другој лиги. Сезону 2011/12. у Другој лиги Запад одбојкашице Такова су завршиле са свих 18 победа и тако по трећи пут у клупској историји оствариле пласман у други ранг такмичења у држави, Прву лигу Србије. Одбојкашице су сезону 2012/13. у Првој лиги Србије завршиле на петом месту, а у сезони 2013/14. као трећепласиране, што је најбољи резултат женске екипе у клупској историји.